# Ovalau
Ovalau is een eiland in Fiji. De hoofdplaats is het stadje Levuka (dit is de voormalige hoofdstad van het land) en dit is ook de grootste van de 24 woonkernen op het eiland waarop totaal ongeveer 9000 mensen wonen. Er komen slechts twee zoogdieren voor, de vleermuizen Tongavleerhond (Pteropus tonganus) en Emballonura semicaudata.

## Geografie
Het 102,3 km² grote eiland behoort tot de Lomaiviti-archipel dat ten oosten ligt van het hoofdeiland Viti Levu. Het eiland is 13 km lang en 10 km breed en ligt 20 kilometer uit de kust van de hoofdstad Suva. Het vulkanische landschap is erg bergachtig. Het hoogste punt is Nadelaiovalau met 626 m.

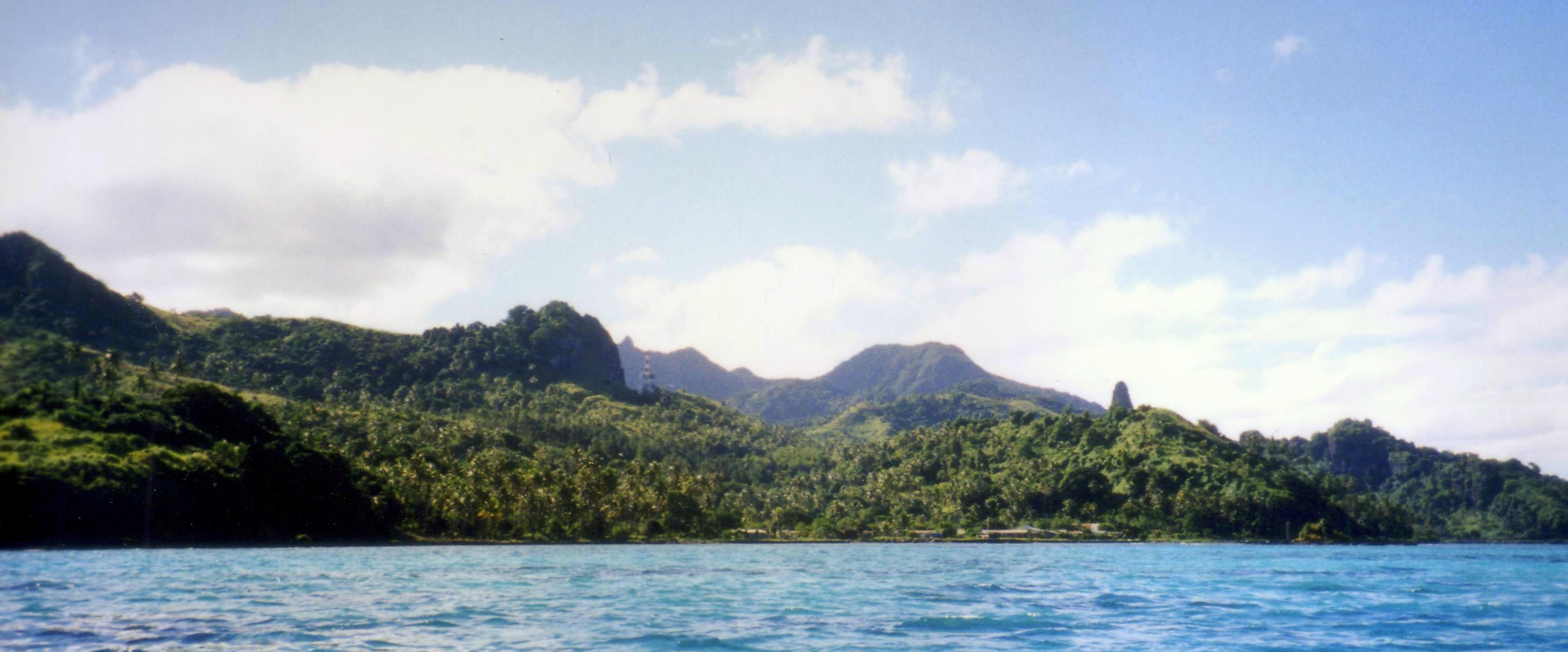
Zuidzijde van het eiland.